# Капела Светог Пантелејмона у Дрежнику
Капела Светог Пантелејмона у Дрежнику, насељеном месту на територији града Ужица, саграђена 1952. године и припада Епархији жичкој Српске православне цркве.
Капелу је поред Централног гроблља, саградио Недељко Томић, родом из Дрежника. То је једнобродна грађевина с полукружном апсидом и олтарским дверима. На западној страни уздиже се звоник и осветљена је са два прозора на северној страни. На јужној унутрашњој страни капеле насликана је зидна композиција на којој је приказан ктитор Недељко Томић, с рано преминулом ћерком Десанком и женом Зорком - како прилажу ову задужбину-капелу Пресветој Богородици.